# Hydnophytum robustum
Hydnophytum robustum är en måreväxtart som beskrevs av Karl Rechinger. Hydnophytum robustum ingår i släktet Hydnophytum och familjen måreväxter. Inga underarter finns listade i Catalogue of Life.